# Дизайн механизмов
Дизайн механизмов (англ. mechanism design) — область исследования в экономической теории и теории игр, которая представляет собой подход создания механизмов и стимулов для достижения желаемых целей, где игроки действуют рационально, а действия экономических субъектов приводят к решению, оптимальному для функции социального выбора. Этот подход впервые был предложен Леонидом Гурвичем в 1960 году.

## История создания
Леонид Гурвич в 1959—1960 годах впервые сформулировал основные положения экономических механизмов в своей статье «Оптимальность и информационная эффективность в процессах распределения ресурсов», в 1973 году сформулировал свойство правдивости, затем принцип выявления, а в 2006 году им совместно с Стэнли Райтером была опубликована книга о дизайне механизмов «Дизайн экономических механизмов».
Эрик Маскин разрабатывал в своих статьях за 1980—1984 года так называемую «теорию реализации»: как сделать такой протокол, чтобы он обладал нужными свойствами. А Роджер Майерсон в своих статьях за 1979—1985 года применил этот подход к аукционам. Шведская королевская академия наук наградила премией по экономике памяти Альфреда Нобеля за 2007 год Леонида Гурвича, Эрика Маскина и Роджера Майерсона за «создание основ теории оптимальных механизмов распределения ресурсов».

## Определение
Дизайн экономических механизмов — подход, создающий механизм взаимодействия, при котором действия отдельных экономических агентов приводят к решению, оптимальному для функции социального выбора.
Механизм — это взаимодействие экономических агентов, форма стратегической игры. Игра — это описание действий игроков (экономических субъектов) и результат набора действий. По Л. Гурвичу механизм — это взаимодействие между субъектами и центром, где каждый субъект сам посылает центру сообщение {\displaystyle m_{i}}, а центр, получив их, рассчитывает результат {\displaystyle Y=f(m_{1},...,m_{n})}, и предоставляет этот результат {\displaystyle Y}, а иногда и принимает решения.

## Свойства
Механизм состоит из множества профилей стратегий {\displaystyle S} и функции исхода {\displaystyle \gamma }, отображающей {\displaystyle S} на множество социальных состояний {\displaystyle \Theta }.
Схема реализации процесса равновесия в игре:
- задаётся механизм {\displaystyle (S,\gamma )}, состоящий из множества стратегий и функции исхода;
- исходя из реальных предпочтений {\displaystyle v^{1},v^{2},v^{3},...} и используя механизм (правила игры), игроки определяют свои оптимальные стратегии как профиль: {\displaystyle s^{1},s^{2},s^{3},...};
- функция исхода определяет социальное состояние с учетом профиля стратегий: {\displaystyle \theta =\gamma (s^{1},s^{2},s^{3},...)};
- сравнение функции исхода {\displaystyle \gamma } с функцией социального выбора {\displaystyle \Gamma }.

Механизм {\displaystyle (S,\gamma ())}  слабо реализует функцию социального выбора {\displaystyle \Gamma } в доминирующих стратегиях, если у этого механизма существует равновесие в доминирующих стратегиях {\displaystyle (s^{1}(),s^{2}(),s^{3}(),...)}, такое что:
{\displaystyle \gamma (s^{1}(v^{1}),s^{2}(v^{2}),s^{3}(v^{3}),...)=\Gamma (v^{1},v^{2},v^{3},...)}.
Прямой механизм {\displaystyle (V,\Gamma )} — механизм, в котором функция исхода {\displaystyle \gamma } и есть функция социального выбора {\displaystyle \Gamma }.
Функция социального выбора {\displaystyle \Gamma } правдиво реализуема в доминирующих стратегиях, если {\displaystyle s^{h}(v^{h})=v^{h},h=1,2,...,n_{k}} является равновесием в доминирующих стратегиях для прямого механизма.

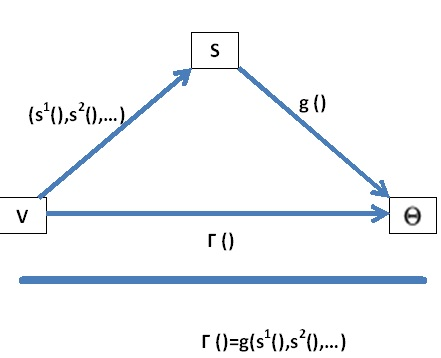
Принцип выявления
Если функция социального выбора {\displaystyle \Gamma } слабо реализуема в доминирующих стратегиях с помощью механизма {\displaystyle (S,\gamma )}, то {\displaystyle \Gamma } правдиво реализуема в доминирующих стратегиях с помощью прямого механизма {\displaystyle (V,\Gamma )}.
На рисунке Принцип выявления представлена реализация функции социального выбора:
- механизма {\displaystyle (S,\gamma )}. Исходя профиля предпочтения {\displaystyle v} из множества {\displaystyle V} агент выбирает стратегии {\displaystyle (s^{1}(v^{1}),s^{2}(v^{2}),s^{3}(v^{3}),...)}, которые имеют равновесие, подмножество {\displaystyle S}. Функция исходов имеет равновесные стратегии на множество социальных состояний {\displaystyle \Theta }. Часть равновесий (все — при полной реализации) приводит к социальному состоянию {\displaystyle \theta }.
- прямого механизма {\displaystyle (V,\Gamma )}. Функция социального выбора используется как механизм с профилем предпочтения {\displaystyle v} из множества {\displaystyle V}, дающий сразу {\displaystyle \theta }.

## Построение механизмов
Теорема Гиббарда-Саттертуэйта. Если в множестве социальных состояний {\displaystyle \Theta } содержится не менее трех элементов, а функция социального выбора {\displaystyle \Gamma } определена для множества {\displaystyle V} всех возможных профилей функций полезности и {\displaystyle \Gamma } правдиво реализуема в доминирующих стратегиях, то {\displaystyle \Gamma } — диктаторская.
То есть если допускаются любые типы вкусов, а само множество социальных состояний велико для предоставления интереса, то единственным способом достичь результата это разрешить одному из агентов действовать как диктатору. И обратно, когда множество социальных состояний велико и механизм включает все типы экономических агентов (никто не выступает в качестве диктатора), то результат не обеспечивает правдивость.
Равновесие в доминирующих стратегиях определялось как честность всегда лучшая политика: сообщать правду о скрытой информации — наилучший вариант действий для каждого агента {\displaystyle h} независимо от действий остальных.
Реализация по Нэшу. Если функция социального выбора реализуема по Нэшу, то она монотонна. Условие слабой реализации функции социального выбора, основанной на равновесии Нэша (говорить правду — равновесие по Нэшу), может привести к неудовлетворительным результатам: агенты находятся в равновесии, в котором каждый наилучшем образом реагирует на стратегии остальных, но исход непривлекателен. В связи с чем, необходима полная реализация, используя равновесии Нэша (агент знает собственные и чужие предпочтения, но их не знает механизм), тогда и только тогда результат будет привлекателен. Функция социального выбора остаётся диктаторской.
Теорема эквивалентности доходов. Если участники нейтральны к риску и каждый характеризуется типом {\displaystyle r}, независимо выбранным из общего распределения со строго положительной плотностью, то любой механизм аукциона, в котором объект всегда достается участнику, сделавшему наибольшую ставку, и любой участник с наименьшей оценкой получает нулевую чистую выгоду, приносит один и тот же ожидаемый доход и приводит к тому, что каждый участник делает один и тот же ожидаемый платеж, являющийся функцией его типа.

### Механизм Кларка — Гровса
Теорема Кларка-Гровса. Механизм Гровса — механизм прямого выявления {\displaystyle \Gamma =(\Theta _{1},...,\Theta _{I},f())}, в котором {\displaystyle f()=(k(),t_{1}(),...,t_{I}())}удовлетворяет условиям:
{\displaystyle \sum _{i=1}^{I}v_{i}(k(\theta ),\theta _{i})\geq \sum _{i=1}^{I}v_{i}(k,\theta _{i})} для всех {\displaystyle \theta \in \Theta } и {\displaystyle k\in K}
{\displaystyle t_{i}(\theta )=(\sum _{I\neq j}v_{j}(k^{*}(\theta ),\theta _{j})+h_{i}(\theta _{-i})},
где {\displaystyle h_{i}()} — произвольная функция {\displaystyle \theta _{-i}}.
Механизм Кларка (механизм ключевых участников) — особый случай механизма Гровса, удовлетворяющий условиям:
{\displaystyle h_{i}(\theta _{-i})=-\sum _{i\neq j}v_{j}(k_{-i}^{*}(\theta _{-i}),\theta _{j})}
{\displaystyle \sum _{j\neq i}^{I}v_{j}(k_{-i}^{*}(\theta _{-i}),\theta _{j})\geq \sum _{j\neq i}^{I}v_{j}(k,\theta _{j})} для всех {\displaystyle k\in K}
{\displaystyle t_{i}(\theta )=\sum _{j\neq i}v_{j}(k^{*}(\theta ),\theta _{j})-\sum _{j\neq i}v_{j}(k_{-i}^{*}(\theta _{-i}),\theta _{j})},
где {\displaystyle t_{i}\in R} — трансферт товара-измерителя («денег») агенту {\displaystyle i}, {\displaystyle k} — элемент конечного множества K («выбор проекта»).
В механизме Кларка агент {\displaystyle i}, являясь ключевым для эффективного выбора проекта, платит налог, равный воздействию его решению на остальных участников, и не платит ничего в ином случае.

### Ограничения
В случаях добровольного участия агентов в функционировании механизмов функция социального выбора должна быть совместима по стимулам и удовлетворять ограничениям участия (или индивидуальной рациональности).
Теорема Майерсона-Саттертуэйта. При двухсторонней торговле, в которой покупатель и продавец нейтральны к риску, оценки {\displaystyle \theta _{1}} и {\displaystyle \theta _{2}} выбираются случайным и независимым способом из интервала {\displaystyle [{\underline {B}},{\overline {B}}]\forall R} и {\displaystyle [{\underline {S}},{\overline {S}}]\forall R} с положительными плотностями, с непустом пересечением. А значит не существует байесовской совместимой по стимулам функции социального выбора, которая ex-post эффективна и даёт покупателю и продавцу любого типа неотрицательную ожидаемую выгоду от участия.
Следствие теоремы: никакой институт добровольной торговли, который устанавливает правила взаимодействия покупателя и продавца, не может иметь равновесия по Байесу-Нэшу, ведущего к ex-post эффективному результату для всех возможных реализаций типов покупателя и продавца.
Наличие частной информации и добровольного участия исключает достижение эффективности ex-post.